# Espino de la Orbada
Espino de la Orbada es un municipio y localidad española de la provincia de Salamanca, en la comunidad autónoma de Castilla y León. Se integra dentro de la comarca de La Armuña. Pertenece al partido judicial de Salamanca y a la Mancomunidad La Armuña.
Su término municipal está formado por un solo núcleo de población, ocupa una superficie total de 23,45 km² y según los datos demográficos recogidos en el padrón municipal elaborado por el INE en el año 2017, cuenta con una población de 273 habitantes.

## Símbolos

### Escudo
El escudo heráldico que representa al municipio fue aprobado el 21 de julio de 2014 con el siguiente blasón:

«Escudo cortado, en el primer cuartel campo de sinople (verde). Con búcaro de plata con azucenas, gavilla de espigas y símbolos del peregrino: bordón y vieras (en su color). En el segundo cuartel: puente de tres ojos, sobre campo azul (azul). Ondas en puntas. Estará timbrado con la Corona Real española como es preceptivo»
Boletín Oficial de Castilla y León nº 65 de 7 de abril de 2015

### Bandera
La bandera municipal fue aprobada también el 7 de abril de 2016 con la siguiente descripción textual:

«Bandera cuartelada en sotuer, gules y plata, cargada con el escudo propio y timbrado con la Corona de la Monarquía española.»
Boletín Oficial de Castilla y León nº 65 de 7 de abril de 2015

## Historia
Fundado por los reyes de León en la Edad Media, Espino de la Orbada quedó encuadrado en el cuarto de Armuña de la jurisdicción de Salamanca, dentro del Reino de León, denominándose entonces Spino de Lorvada. Con la creación de las actuales provincias en 1833, Espino de la Orbada quedó encuadrado en la provincia de Salamanca, dentro de la Región Leonesa.
En 1911 el alcalde de Espino de la Orbada, Nicolás del Teso Marcos, fue el principal impulsor y fundador de la Liga de Agricultores y Ganaderos de Salamanca, asociación de corte sindical agrario que fue legalizada a finales de dicho año, y que buscaba la defensa de los intereses trigueros salmantinos, teniendo su principal actividad en las décadas de 1910 y 1920. Entre otras cuestiones, solicitó la creación de juntas locales de arrendatarios y propietarios que evitaran la subida desmedida de los arrendamientos, cuestión abordada posteriormente por la II República. Respecto a su implantación territorial, la Liga de Agricultores y Ganaderos de Salamanca tuvo su principal actividad en la comarca de La Armuña, siendo su epicentro Espino de la Orbada.

## Demografía
Cuenta con una población de 245 habitantes (INE 2024).
| Gráfica de evolución demográfica de Espino de la Orbada entre 1842 y 2021                                             |
| |
| Población de derecho según los censos de población del INE. Población de hecho según los censos de población del INE. |

## Administración y política
| Partido político                         | 2019  | 2019  | 2019       | 2015  | 2015  | 2015       | 2011  | 2011  | 2011       | 2007  | 2007  | 2007       | 2003  | 2003  | 2003       |
| Partido político                         | %     | Votos | Concejales | %     | Votos | Concejales | %     | Votos | Concejales | %     | Votos | Concejales | %     | Votos | Concejales |
| Partido Popular (PP)                     | 45,89 | 95    | 3          | 60,00 | 129   | 5          | 61,99 | 137   | 5          | 62,90 | 156   | 5          | 70,70 | 181   | 5          |
| Partido Socialista Obrero Español (PSOE) | 34,78 | 72    | 3          | 35,81 | 77    | 2          | 34,39 | 76    | 2          | 35,48 | 88    | 2          | 26,95 | 69    | 2          |
| Ciudadanos (Cs)                          | 19,32 | 40    | 1          | —     | —     | —          | —     | —     | —          | —     | —     | —          | —     | —     | —          |

## Monumentos y lugares de interés
- Iglesia parroquial de Santiago Apóstol.

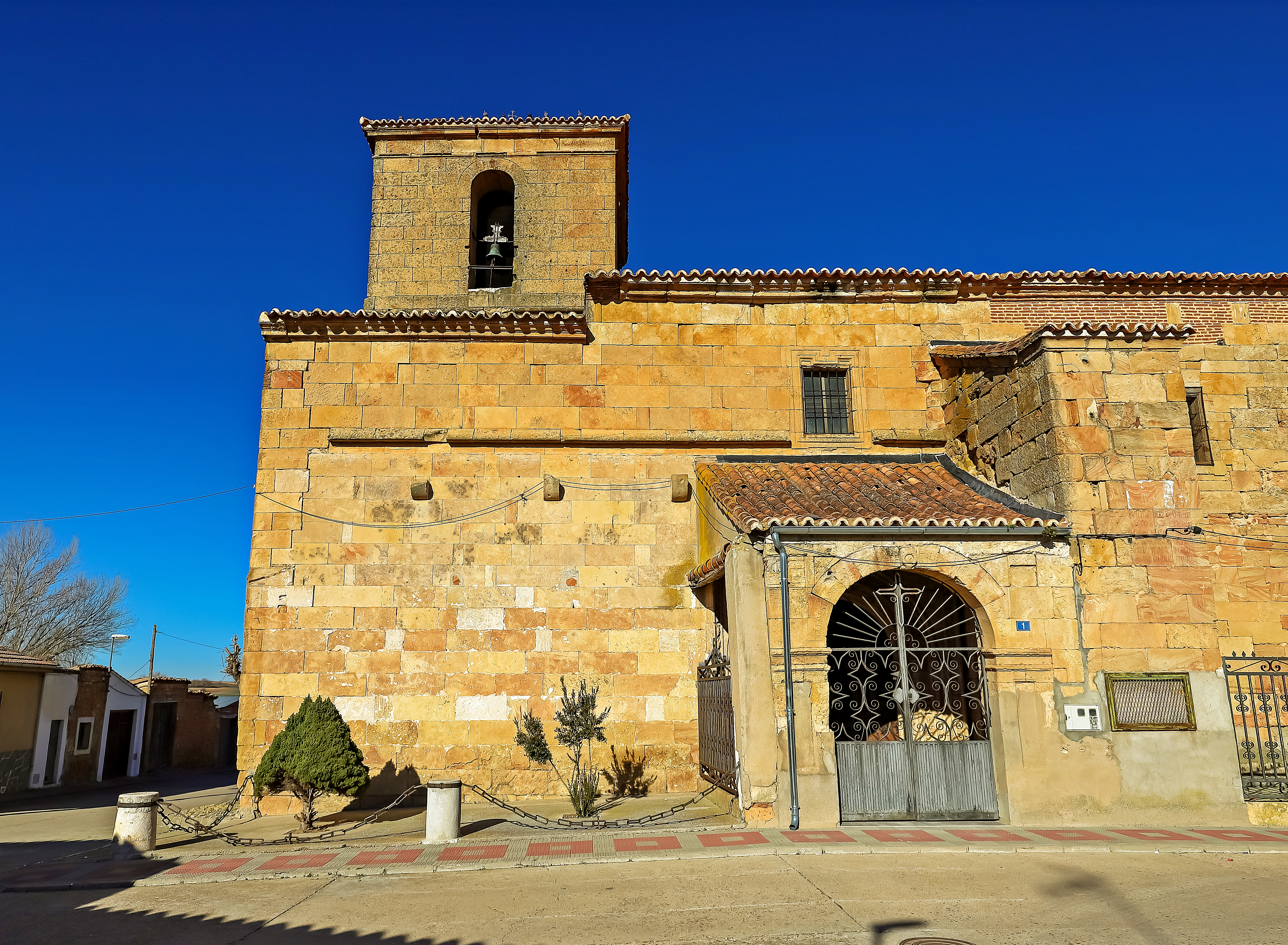
Iglesia de Santiago Apóstol.

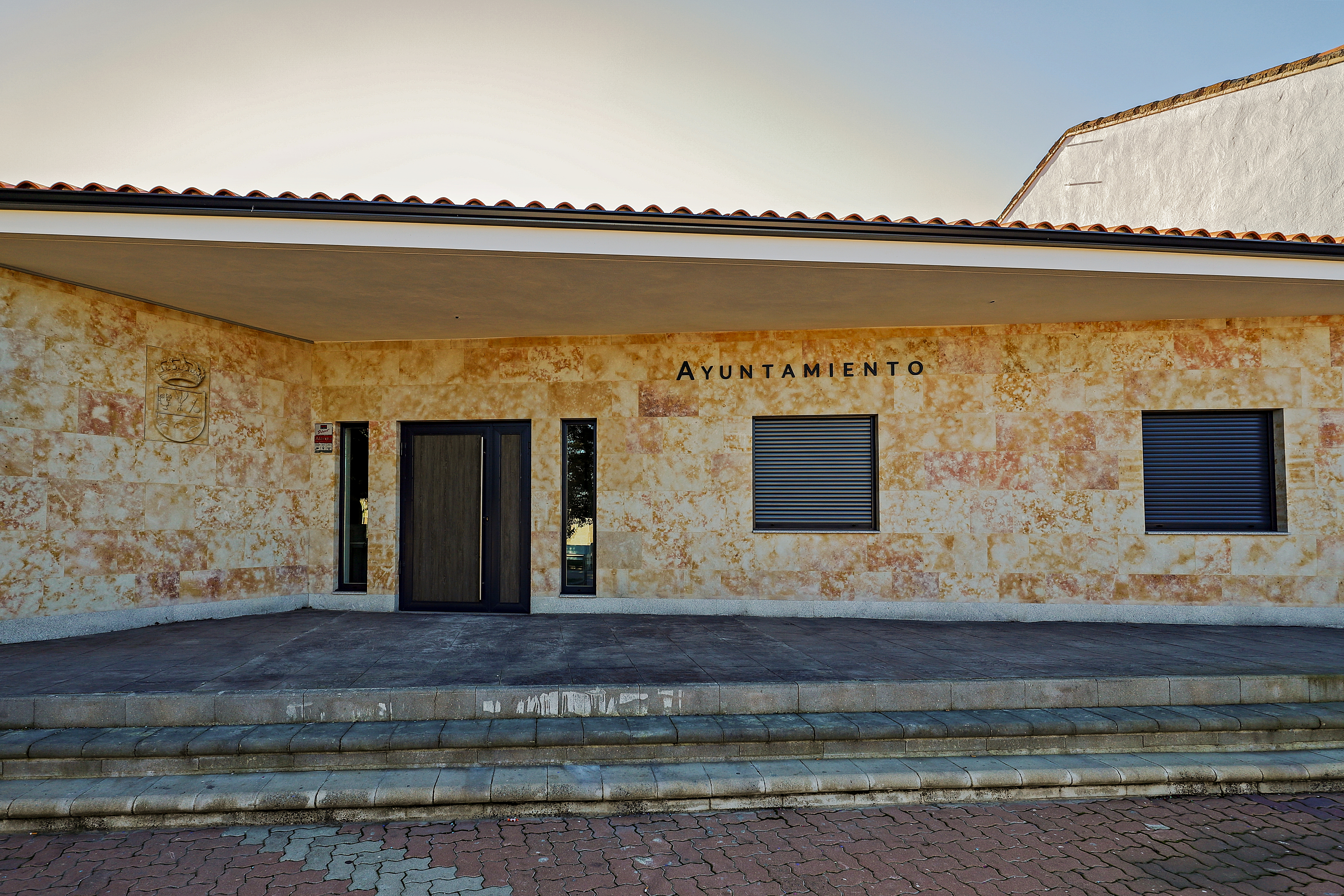
Casa consistorial.

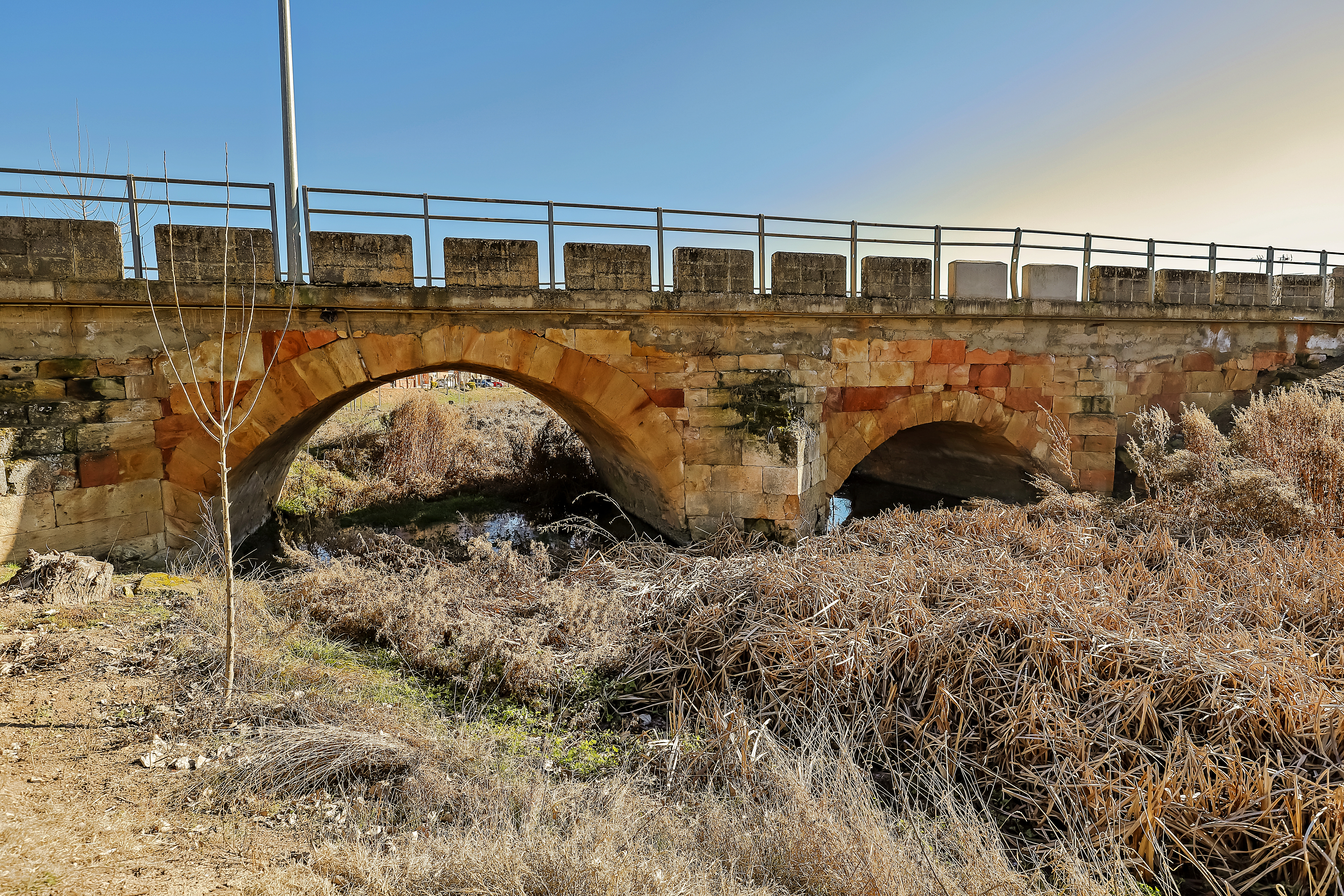
Puente medieval.